# Liste des consulats et représentations consulaires à La Réunion

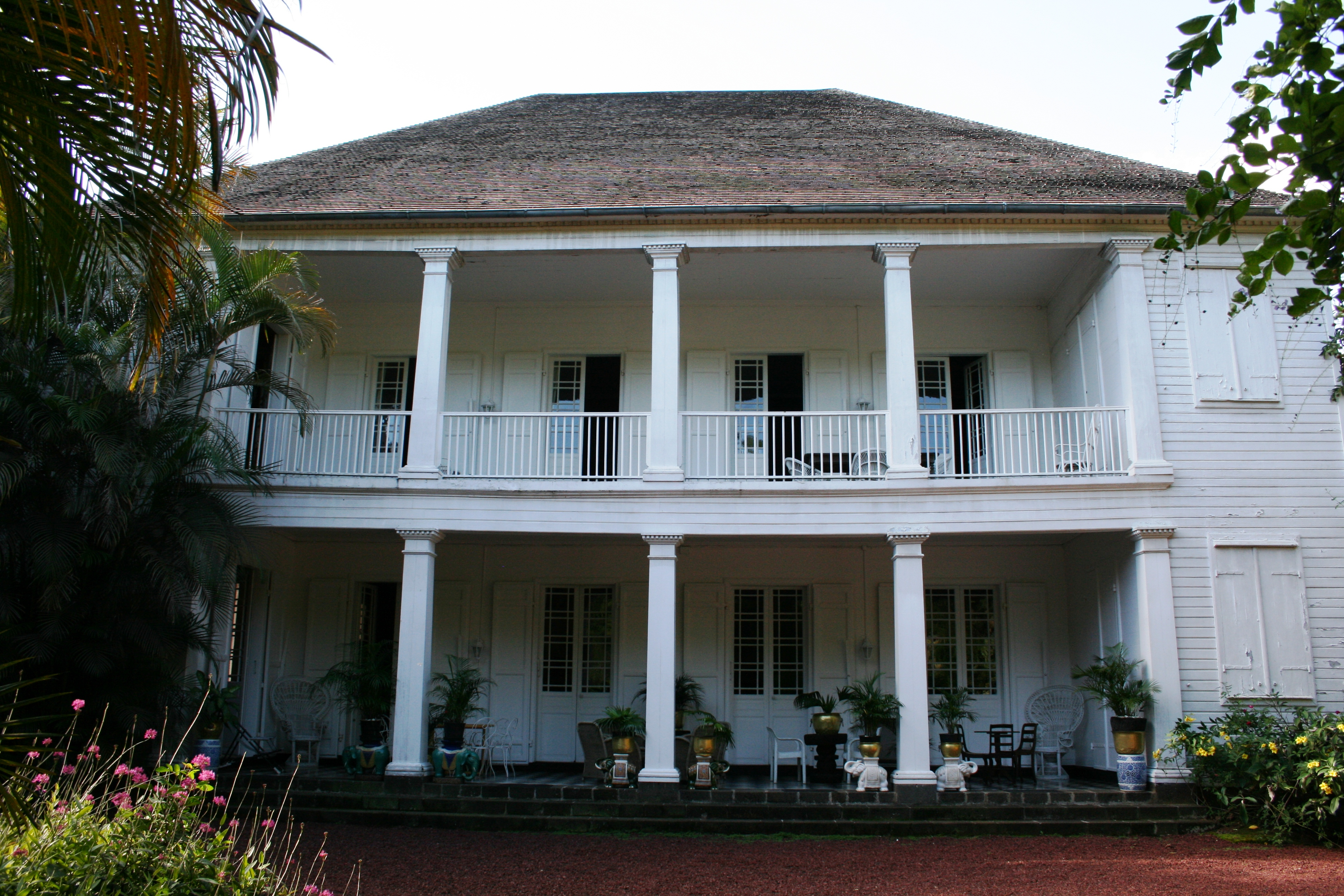
Vue de la façade du château Bel-Air, qui accueille le consulat honoraire des Seychelles au Tampon.

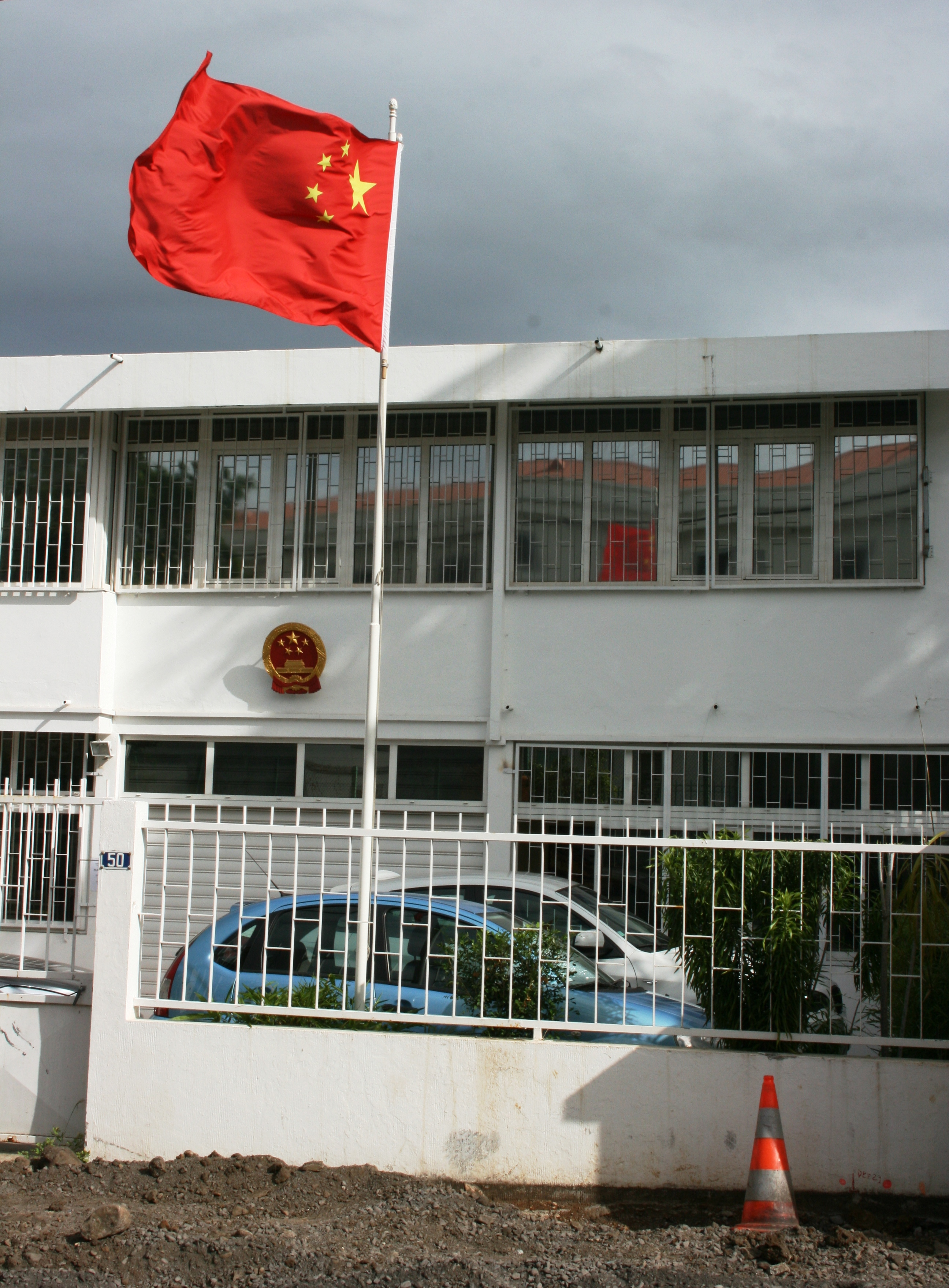
Vue de la façade du consulat général de Chine à Saint-Denis.

Douze pays étrangers entretiennent un consulat ou une représentation consulaire sur l'île de La Réunion, département d'outre-mer français dans le sud-ouest de l'océan Indien. Parmi eux, trois sont des pays insulaires du sud-ouest de l'océan Indien, et donc rattachés à l'Afrique d'un point de vue géopolitique : Madagascar, Maurice et les Seychelles. À l'exception de l'Inde et de la république populaire de Chine, tous les autres sont européens, mais seulement cinq sur sept relèvent de l'Union européenne, de laquelle La Réunion fait partie en tant que région ultrapériphérique. On recense trois consulats généraux, six consulats honoraires et trois vice-consulats honoraires. Cinq représentations sont installées à Saint-Denis, le chef-lieu, dont les trois consulats généraux.

## Liste
| Nation     | Consulat ou représentation consulaire        | Adresse                                                                                        | Consul ou représentant consulaire |
| ---------- | -------------------------------------------- | ---------------------------------------------------------------------------------------------- | --------------------------------- |
| Allemagne  | Consulat honoraire d'Allemagne               | 9c, rue de Lorraine – 97400 Saint-Denis                                                        | Hannelore Mellano                 |
| Belgique   | Consulat honoraire de Belgique               | C/o Société Chatel – ZAC Aéroportuaire de Gillot – 80, rue Adolphe Pégoud – 97438 Sainte-Marie |                                   |
| Chine      | Consulat général de Chine à Saint-Denis      | 50, rue du Général-de-Gaulle – 97400 Saint-Denis                                               | Zhang Guobin                      |
| Espagne    | Vice-consulat honoraire d'Espagne            | 2 bis, allée des Dahlias – 97410 Saint-Pierre                                                  |                                   |
| Inde       | Consulat général de l'Inde à Saint-Denis     | 266, rue du Maréchal-Leclerc – 97400 Saint-Denis                                               |                                   |
| Italie     | Vice-consulat honoraire d'Italie             | 12, rue Rouget-de-Lisle – Résidence des Lataniers – 97419 La Possession                        |                                   |
| Madagascar | Consulat général de Madagascar à Saint-Denis | 29, rue Joseph-Ouvrier – 97400 Saint-Denis                                                     |                                   |
| Maurice    | Consulat honoraire de Maurice                | 11 Rue Roland Garros – 97400 Saint-Denis                                                       | Younous Ravate                    |
| Norvège    | Consulat honoraire de Norvège                | 43, rue Paul Verlaine – B.p. 111 – 97823 Le Port                                               |                                   |
| Pays-Bas   | Vice-consulat honoraire des Pays-Bas         | 135, avenue Principal – 97450 Saint-Louis                                                      |                                   |
| Seychelles | Consulat honoraire des Seychelles            | Château Bel-Air – 67, chemin Kerveguen – 97430 Le Tampon                                       |                                   |
| Suisse     | Consulat honoraire de Suisse                 | 7, rue des Petrels – 97434 Saint-Paul                                                          |                                   |